# Headless Cross
Headless Cross es el decimocuarto álbum de estudio de la banda de heavy metal Black Sabbath, lanzado al mercado el 24 de abril de 1989 a través de I.R.S. Records. Es el primer álbum con la participación del baterista Cozy Powell y la única grabación del músico de sesión Laurence Cottle como bajista, además también incluyó la participación de Brian May, guitarrista de Queen, en el tema «When Death Calls». El álbum, producido por el guitarrista Tony Iommi y Powell, tuvo un mejor desempeño en el UK Albums Chart que sus dos antecesores y llegó al puesto 31, sin embargo, fue un fracaso en los Estados Unidos, donde únicamente llegó a la posición 115 del Billboard 200, debido a una mala promoción por parte de la discográfica.

## Trasfondo
Hacia 1988, la popularidad de Black Sabbath estaba bajo mínimos, pues su último álbum de estudio, The Eternal Idol, había sido un fracaso comercial y su relación con las discográficas Warner Bros. y Vertigo había llegado a su fin. Tras el lanzamiento del disco, la banda volvió a sufrir alteraciones en su formación, que quedó reducida al teclista Geoff Nicholls, al vocalista Tony Martin y al guitarrista y miembro fundador Tony Iommi, además los constantes cambios de músicos propiciaron las burlas de la prensa y en abril, la revista Kerrang! bromeó con que Tom Jones sería el nuevo cantante del grupo. Para el puesto de batería, Iommi contrató a Cozy Powell, con el que había tratado de trabajar en el pasado y que había formado parte de Rainbow y Whitesnake, además el bajista original Geezer Butler mostró interés por su regreso, aunque finalmente no sucedió.

## Lista de canciones
Todas las canciones compuestas por Black Sabbath.
Lado A
| N.º | Título              | Nota         | Duración |  |
| 1.  | «The Gates of Hell» | Instrumental | 1:06     |  |
| 2.  | «Headless Cross»    |              | 6:29     |  |
| 3.  | «Devil & Daughter»  |              | 4:44     |  |
| 4.  | «When Death Calls»  |              | 6:55     |  |

Lado B
| N.º   | Título                     | Duración |  |
| 5.    | «Kill in the Spirit World» | 5:11     |  |
| 6.    | «Call of the Wild»         | 5:18     |  |
| 7.    | «Black Moon»               | 4:06     |  |
| 8.    | «Nightwing»                | 6:35     |  |
| 40:24 |                            |          |  |

| Pista adicional de la edición en vinilo |                    |          |  |
| N.º                                     | Título             | Duración |  |
| 9.                                      | «Cloak and Dagger» | 4:37     |  |

## Créditos
| Black Sabbath - Tony Martin - voz - Tony Iommi - guitarra - Cozy Powell - batería - Geoff Nicholls - teclado Músicos de sesión - Laurence Cottle - bajo - Brian May - sólo de guitarra en «When Death Calls» | Producción - Tony Iommi y Cozy Powell - producción - Sean Lynch - ingeniería, mezcla - Jeremy Lewis - remezcla de «Nightwing» - Kevin Winlett - portada |

## Posición en las listas
| País           | Lista               | Mejor posición | Ref.  |
| -------------- | ------------------- | -------------- | ----- |
| Alemania       | German Albums Chart | 18             | [ 1 ] |
| Estados Unidos | Billboard 200       | 115            |       |
| Países Bajos   | Album Top 100       | 71             | [ 1 ] |
| Reino Unido    | UK Albums Chart     | 31             | [ 2 ] |
| Suecia         | Sverigetopplistan   | 22             | [ 3 ] |
| Suiza          | Schweizer Hitparade | 23             | [ 4 ] |